# Mario Montessori
Pour les articles homonymes, voir Montessori (homonymie).
Compléments
Cocréateur de la Pédagogie Montessori
Mario Montessori, né le 31 mars 1898 et mort le 10 février 1982, est un pédagogue italien. Il est le fils du docteur et pédagogue italienne Maria Montessori avec qui il collabora beaucoup pour la pédagogie Montessori.

## Biographie
Mario Montessori est le fils unique de Maria Montessori, son père, Giuseppe Montesano, est le professeur de psychiatrie de sa mère pendant ses études de médecine.
Comme c'est un enfant hors mariage, la grossesse de Maria est tenue secrète, et elle accouche à l'étranger, puis place  son fils dans une ferme. Elle lui rend visite une fois par semaine. Elle le récupère  à ses douze ans, quand sa propre mère meurt. Ils partent alors aux États-Unis en 1915, où Mario  rencontre sa femme avec laquelle il se marie à ses dix-huit ans. Ils partent vivre en Espagne, où ils ont  quatre enfants. Par la suite il divorce et garde ses enfants dont il assure  la charge. Mario épouse ensuite Ada Piersen, qui avait gardé ses enfants durant la guerre et promouvait la pédagogie Montessori, mais ne quitte plus sa mère et la suit dans ses nombreux voyages. 
En 1929, Maria fonde l'Association Montessori Internationale afin de préserver, propager et promouvoir les principes et pratiques pédagogiques des écoles Montessori. Mario Montessori participe très activement à son développement, avant et après la mort de sa mère. Le siège de l'Association est situé au 161 Koninginneweg, à Amsterdam aux Pays-Bas. Cette maison a été achetée par Maria et Mario avant leur retour d'Inde. Ils y vécurent jusqu'à leur décès. Cette maison sert maintenant de musée avec des documents, des livres, des articles et une pièce avec du matériel Montessori. À la mort de sa mère, il fut nommé comme son successeur auprès de l'Association Montessori Internationale. Il publie  en 1952 un livre, Les Tendances humaines et l'éducation Montessori.
Il meurt le 10 février 1982 des suites d'une brusque maladie à l'hôpital d'Amsterdam, à l'âge de 83 ans.

## Œuvres
- 1952 :  Les Tendances humaines et l'éducation Montessori